# Вега, Стивен
Стивен Вега Лондоньо (исп. Stiven Vega Londoño; род. 22 мая 1998[…], Апартадо, Антьокия) — колумбийский футболист, защитник клуба «Мильонариос».

## Клубная карьера
Вега начал профессиональную карьеру в клубе «Мильонариос». 1 мая 2015 года в матче Кубка Колумбии против «Экспресо Рохо» он дебютировал за команду. 7 сентября в матче против «Санта-Фе» Стивен дебютировал в Кубке Мустанга. В начале 2018 года для получения игровой практики Вега на правах аренды перешёл в «Вальедупар». 10 февраля в матче против «Унион Магдалена» он дебютировал колумбийской Примере B.

## Международная карьера
В 2015 году в составе юношеской сборной Колумбии Вега принял участие в юношеском чемпионате Южной Америки в Парагвае. На турнире он принял участие в матчах против команд Перу, Венесуэлы, Уругвая, Аргентины, Эквадора, а также дважды Бразилии и Парагвая.